# Turkana-See
Der Turkana-See (auch noch unter seinem früheren Namen Rudolfsee bekannt) ist mit 6405 km² das größte Binnengewässer Kenias sowie einer der größten „Endseen“ der Erde, wobei der nördlichste Teil mit 22,7 km² zu Äthiopien gehört. Der Turkanasee versalzt immer mehr und sein Wasserspiegel sank bis zum Jahr 2010 ab, da der See mit Omo, Turkwel und Kerio zwar Zuflüsse hat, aber durch Verdunstung mehr Wasser verliert und sich die Mineralsalze anreichern („Versalzung“). Seit 2010 hat sich der See um etwa zehn Prozent ausgedehnt und dabei rund 800 Quadratkilometer Land überflutet.

## Geschichte
1887 erreichte der ungarische Forschungsreisende Graf Sámuel Teleki von Szék den See und benannte ihn nach Kronprinz Rudolf.
Nach der Unabhängigkeit Kenias wurde der See 1975 von der kenianischen Regierung in Turkana-See umbenannt – die Turkana sind die größte ansässige Volksgruppe.
In der Nähe des Turkana-Sees befinden sich auch die Fundstelle des Nariokotome-Jungen und die erste Fundstelle eines Homo rudolfensis, der nach dem damaligen Rudolfsee benannt wurde, hier befinden sich ebenso die ersten Fundstellen von Turkanapithecus kalakolensis und Afropithecus turkanensis, zweier ausgestorbener Arten der Primaten, die vor rund 17 Millionen Jahren lebten.
Die Turkanasee-Parks wurden 1997 in die Liste des UNESCO-Weltnaturerbes aufgenommen. In das Schutzgebiet eingeschlossen ist der bereits 1973 von Kenia als Nationalpark unter Schutz gestellte Sibiloi-Nationalpark. Der See gehört administrativ zu den Countys Turkana und Marsabit.
Im Juni 2018 trug die UNESCO die Turkanasee-Parks in ihre Liste des gefährdeten Welterbes ein.

## Geografie

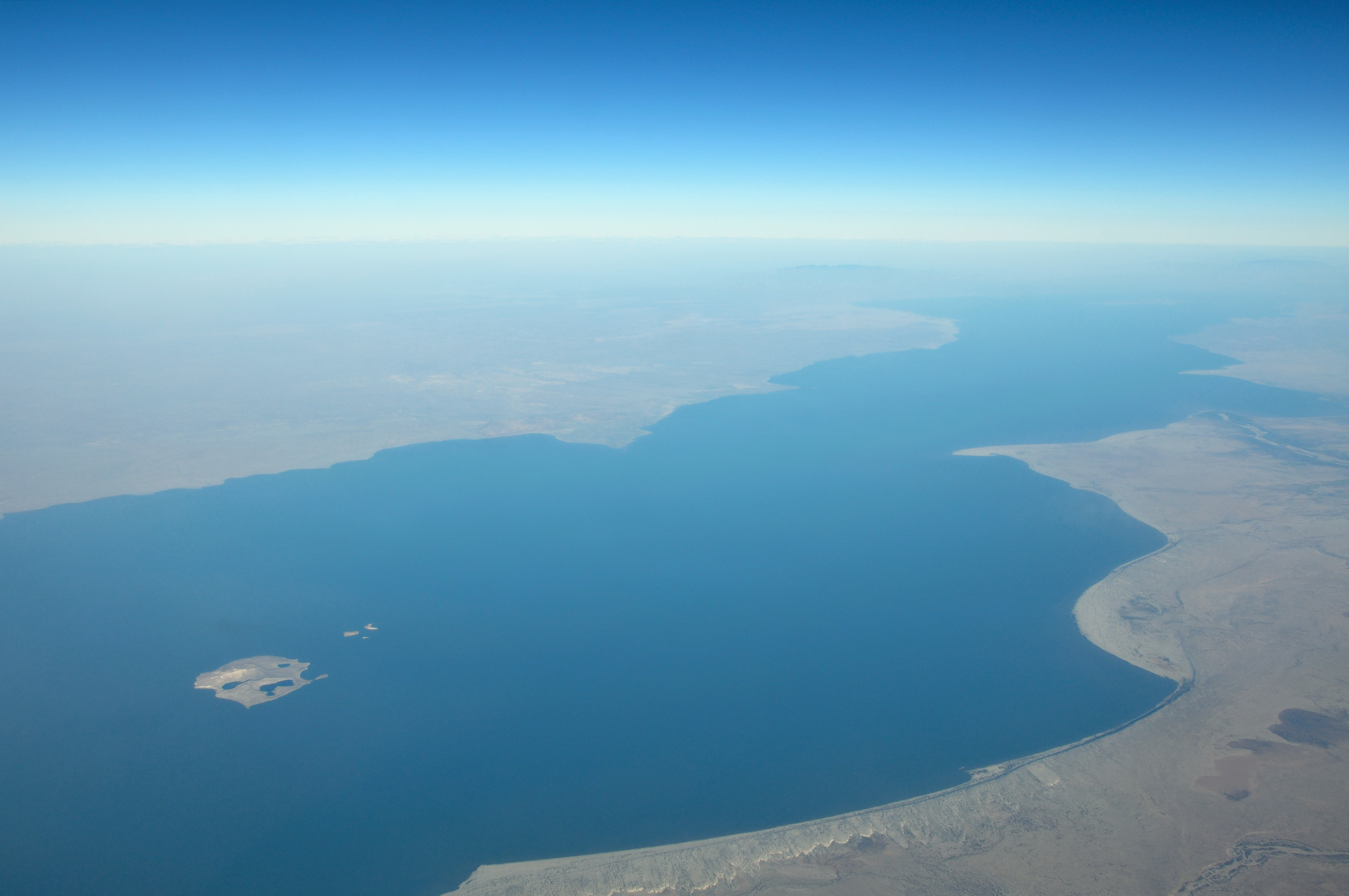
Luftbild vom kenianischen Teil, links unten Central Island

Der See weist drei größere Inseln auf: North, Central und South Island. Er liegt im Ostafrikanischen Graben, einer geologischen Schwächezone der Erdkruste, an der sich der afrikanische Kontinent teilt. Der See hat eine größte Nord-Süd-Länge von 250,4 Kilometer und eine maximale Ost-West-Breite von 48,8 Kilometer. Rund um den See erheben sich aktive Vulkane. Das Klima im Norden Kenias ist sehr stark arid und die Vegetation somit sehr karg. Es herrschen Gräser vor, Bäume sind selten.

## Fauna
Das sodahaltige Wasser des Turkana-Sees ist äußerst fisch- und algenreich. An den Ufern leben Nilkrokodile. Größte Raubfischarten sind der Tigersalmler (Hydrocynus vittatus) und der Nilbarsch (Lates niloticus), der teilweise über 100 Kilogramm schwer werden kann.
Im Turkana-See leben fast 60 Fischarten, neun weitere kommen in seinem Hauptzufluss, dem Omo, vor. Endemisch im See sind die Salmler Brycinus ferox, Brycinus minutus und Citharinus citharus intermedius, der Karpfenfisch Enteromius turkanae, die Bärblinge Neobola jeanneli und Neobola stellae, der Wels Chrysichthys turkana, die Leuchtaugenfische Aplocheilichthys rudolfianus und Aplocheilichthys jeanneli sowie die Buntbarsche Haplochromis macconneli, Haplochromis rudolfianus, Haplochromis turkanae und Rubricatochromis exsul. Coptodon zillii wurde vom Menschen eingeführt. Größter Raubfisch ist der Riesenbarsch Lates longispinis. Ebenfalls endemisch ist die Schnecke Gabbiella neumanni. Die Muschel Caelatura monceti kommt außer im Turkana-See auch im Victoriasee vor. Die nichtendemischen Arten teilt der Turkana-See mit dem Nil und seinen Nebenflüssen, einige Karpfenfische auch mit den Flüssen des Äthiopischen Hochlands und Somalias (Shabelle und Juba).

## Fischfang

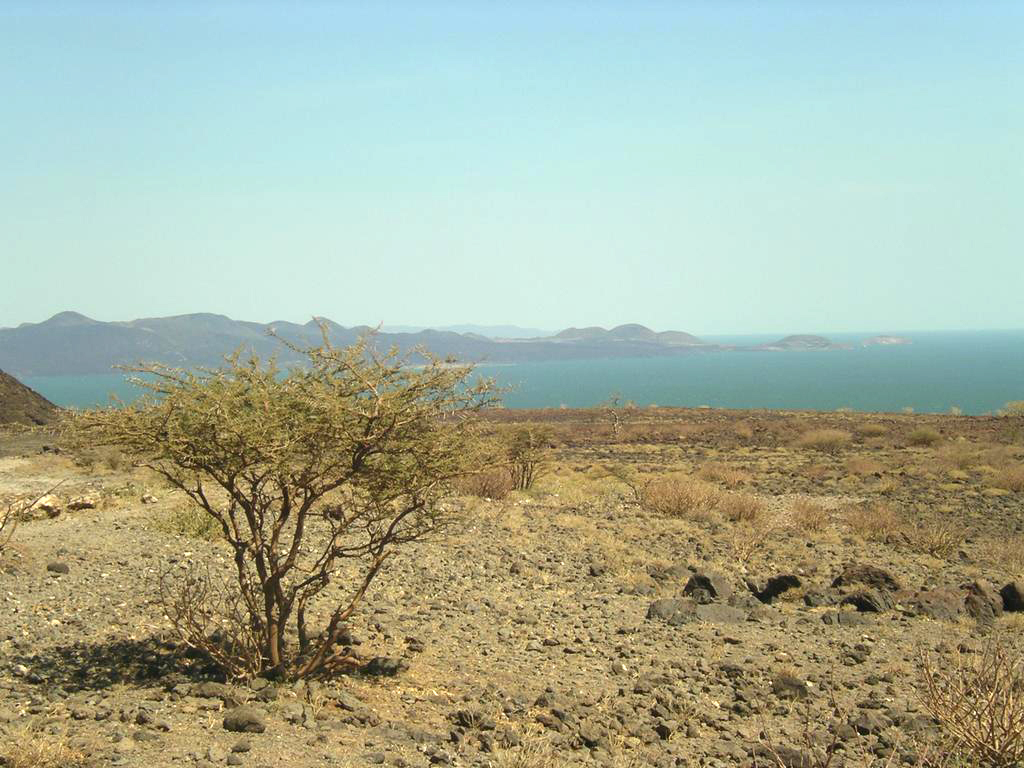
Blick auf den Turkana-See (2004)

Viele Anwohner leben – wie schon ihre Vorfahren – vom Fischfang. Der See liefert jährlich etwa 1000 Tonnen Fisch; die Bestände der wichtigsten Speisefische – Nilbarsch, Tilapia und Tigersalmler – sind rückläufig. Um die Fangmenge auf dem gleichen Niveau zu halten, werden immer mehr Fischarten als Speisefische abgefischt. Der See wird auch von Anglern, hauptsächlich in Kenia, genutzt.

## Aufstauung des Omo
Der Turkana-See hat neben zahlreichen saisonalen Zuflüssen nur einen ständigen Zufluss, den Omo. Dieser entspringt in Äthiopien und speist den See zu rund 90 Prozent. 600 Kilometer stromaufwärts baute Äthiopien bis 2016 den Staudamm Gilgel Gibe III. Er ist nach Fertigstellung der zweitgrößte Staudamm in Afrika nach dem Assuan-Staudamm.
Im benachbarten Norden Kenias wird befürchtet, dass der Aufstau des Hauptzuflusses den Wasserspiegel des Sees um bis zu 12 Meter sinken lassen könnte – womit die Lebensgrundlage der regionalen Bevölkerung zerstört wäre. Die entsprechenden gravierenden ökologischen Folgen könnten auch militante Konflikte zur Folge haben. Manche Quellen besagen, der Wasserstand des Sees sei in den letzten 20 Jahren um acht Meter gefallen. „Wissenschaftler schätzen, dass der Staudamm den Zufluss der umliegenden Gewässer in den See in absehbarer Zeit um 70 Prozent reduzieren wird mit dem Effekt, dass der niedrige Wasserspiegel den Kollaps der Ökosysteme verursachen wird.“
Satellitenbilder zeigen jedoch, dass sich, entgegen den Befürchtungen, zumindest bisher keine negativen Auswirkungen auf den Wasserspiegel des Turkana-Sees eingestellt haben. Gegenüber 2014, dem letzten Jahr vor dem Beginn des Einstaus, zeigt sich der Wasserspiegel leicht erhöht; von 2010 bis 2020 hat sich der See um etwa zehn Prozent ausgedehnt und dabei rund 800 Quadratkilometer Land überflutet.

## Paläo-See Turkana
Ursprünglich floss der Omo am Südende des heutigen Turkana-Sees in Richtung Indischer Ozean. Durch tektonisch verursachte Hebungen entstand vor etwa 4,1 Millionen Jahren ein Becken und der See staute sich auf. Zunächst floss der Omo nach dem Verlassen des Sees weiterhin zum Indischen Ozean. Der See verlandete nach etwa 100.000 Jahren. Vor etwa 3,5 Millionen Jahren entstand ein neuer See, der ebenfalls nach 60.000 Jahren verlandet war. Vor etwa 2,4 Millionen Jahren versperrten die Auswurfmassen eines Ausbruchs des Mount Kulal den Abfluss des Omo. Vor etwa 2 Millionen Jahren entstand ein dritter See, der etwa 400.000 Jahre überdauerte. Der heutige See entstand vor etwa 200.000 Jahren. Während der letzten Feuchtphase in Afrika vor etwa 10.000 Jahren lag die Seeoberfläche 130 m über dem heutigen Niveau und der See floss im Nordwesten über die Lotigipi-Sümpfe und den Kangen, einen Quellfluss des Pibor, in das Nil-System. Vor 3250 Jahren schließlich war dann der Seespiegel so niedrig, dass der Turkana endorheisch wurde.

## Film
- Der Turkana-See. Dokumentarfilm, USA, Großbritannien, Frankreich, 2010, 43 Min., Regie: Richard Kirby, Produktion: arte France, Reihe: Naturparadiese Afrikas, deutsche Erstausstrahlung: 1. Januar 2012 bei arte, Film-Informationen von arte.